# 德劳河畔施皮塔尔
德劳河畔施皮塔尔（德語：Spittal an der Drau）是奧地利西部克恩顿州的一個城市。施皮塔尔第一次見於記載於1191年。在1522年和1729年，施皮塔尔曾兩次遭遇大火侵襲。現在的施皮塔尔是奧地利的一座古城，擁有眾多的觀光景點。